# Phép màu Dammam
Phép màu Dammam là tên gọi dành cho kết quả của trận đấu bóng đá tứ kết giữa Đội tuyển U-20 Nigeria và Đội tuyển U-20 Liên Xô tại Giải vô địch bóng đá trẻ thế giới 1989 ở Ả Rập Xê Út mà đội tuyển U-20 Nigeria đã giành chiến thắng trên chấm luân lưu. Trận đấu đã tạo nên một kỷ lục bóng đá khi Nigeria trở thành đội đầu tiên lội ngược dòng sau khi bị dẫn trước bốn bàn để gỡ hòa và sau đó giành chiến thắng trong một trận đấu tại giải vô địch thế giới ở bất kỳ cấp độ nào.

## Trận đấu

### Tóm tắt
Trận đấu được diễn ra tại Sân vận động Hoàng tử Mohamed bin Fahd ở Dammam với sự theo dõi của khoảng 10.000 khán giả. Liên Xô đã dẫn trước bốn bàn trong vòng 46 phút với cú đúp của Sergei Kiriakov ở phút thứ 30 và 38 với các bàn thắng tiếp theo của Bakhva Tedeev và Oleg Salenko ở phút thứ 45 và 46 trong một trận đấu căng thẳng. Khi trận đấu chỉ còn 30 phút nữa sẽ hết giờ, Nigeria đã đáp trả bằng bàn thắng của Oladimeji Lawal ở phút 61 và bàn thắng của Christopher Ohenhen ở phút 75. Samuel Elijah ghi bàn thắng thứ ba ở phút 83 trước khi đội trưởng của Nigeria Nduka Ugbade hoàn tất màn lội ngược dòng đáng kinh ngạc với bàn thắng ở phút 84 để kết thúc trận đấu với tỷ số hòa.

### Chi tiết
| Liên Xô                                      | 4–4 (s.h.p.) (3–5 pen.) | Nigeria                                    |
| -------------------------------------------- | ----------------------- | ------------------------------------------ |
| Kiriakov 30', 58' · Tedeev 45' · Salenko 46' | Chi tiết                | Ohenhen 61', 75' · Elijah 83' · Ugbade 84' |